# USS Albacore (SS-218)
O USS Albacore foi um submarino operado pela Marinha dos Estados Unidos e a sétima embarcação da Classe Gato. Sua construção começou no final de abril de 1941 nos estaleiros da Electric Boat Company em Connecticut e foi lançado ao mar em meados de fevereiro de 1942, sendo comissionado na frota estadunidense no início de junho do mesmo ano. Era armado com dez tubos de torpedo de 533 milímetros, possuía um deslocamento submerso de mais de duas mil toneladas e alcançava uma velocidade máxima de nove nós (dezessete quilômetros por hora) submerso.
O Albacore entrou em serviço no meio da Segunda Guerra Mundial, realizando várias patrulhas pelo Oceano Pacífico durante seus dois danos de carreira. Durante este período ele conseguiu torpedear e afundar vários navios japoneses, incluindo o cruzador rápido Tenryū e os contratorpedeiro Ōshio e Sazanami. O submarino também conseguiu acertar um torpedo no porta-aviões Taihō em junho de 1944 na Batalha do Mar das Filipinas, com esse acerto tendo contribuído para o naufrágio do navio. O Albacore provavelmente afundou em 7 de novembro depois de bater em uma mina.